# Orciuchy
Orciuchy (biał. Арцюхі; ros. Артюхи) – wieś na Białorusi, w obwodzie mińskim, w rejonie stołpeckim, w sielsowiecie Zajamno.

## Historia
W dwudziestoleciu międzywojennym leżały w Polsce, w województwie nowogródzkim, w powiecie stołpeckim, w gminie Świerżeń. W 1921 miejscowość liczyła 163 mieszkańców, zamieszkałych w 23 budynkach, w tym 162 Polaków i 1 Białorusina. 154 mieszkańców było wyznania rzymskokatolickiego i 9 prawosławnego. Otoczona była wówczas lasem ordynacji nieświeskiej. We wsi mieściła się gajówka.
Po II wojnie światowej w granicach Związku Sowieckiego. Od 1991 w niepodległej Białorusi.